# Summation (Neurophysiologie)
Unter Summation versteht man die Verrechnung (Integration) von in der Nervenzelle eintreffenden Nervenimpulsen, die entweder eine erregende (exzitatorische) oder eine hemmende (inhibitorische) Wirkung auf das Entstehen eines Aktionspotentials haben können. Die eintreffenden erregenden bzw. hemmenden Potentiale (EPSP bzw. IPSP) werden räumlich sowie zeitlich summiert:

Beispiele für räumliche Summation von Signalen an einem Neuron.

- räumliche Summation: Wenn von mehreren Synapsen zur gleichen Zeit erregende bzw. hemmende Potentiale im Neuron eintreffen, so werden diese summiert, wobei es am Axonhügel zur Entstehung eines Aktionspotentials kommt, wenn die Summe der eintreffenden Potentiale einen Schwellenwert übersteigt.
- zeitliche Summation: Wenn von einer einzelnen Synapse in ausreichend kurzen Zeitabständen mehrere erregende oder hemmende Potentiale im Neuron antreffen, so werden diese ebenfalls summiert und bei Übertreffen eines bestimmten Schwellenwertes entsteht am Axonhügel ein Aktionspotential.